# تولیدگری (هنر)
تولیدگری یا پروداکتیویسم (Productivism) یک جنبش هنری است که در روسیه در سال ۱۹۱۷ به وجود آمد. گروه هنرمندان سازنده‌گرا (Constructivist) که این جنبه را به وجود آوردند فکر می‌کردند که هنر باید برای جامعه دارای سود و فایده باشد. ایشان هنر را به عنون یک صنعت نگاه می‌کردند. 
فرق اصلی میان تولیدگری و سازنده‌گرایی این است که تولیدگر قبول نمی‌کند که هنر بایستی تنها به اکتشاف فضا و ضرب‌آهنگ انتزاعی نگاه کند.